# Championnats d'Europe de skyrunning 2008
Navigation
2007 2009
Les Championnats d'Europe de skyrunning 2008 constituent la deuxième édition des championnats d'Europe de skyrunning, compétition internationale gérée par la fédération internationale de skyrunning. Ils ont lieu le 25 mai 2008.
La célèbre course Zegama-Aizkorri accueille les championnats le 25 mai sur son parcours de 42,2 km et 5 472 m de dénivelé positif.

## Résultats

### SkyRace
Vainqueur de Zegama-Aizkorri en 2007, Kílian Jornet est annoncé comme grand favori malgré le fait qu'il n'ait pas eu le temps de récupérer de sa saison hivernale de ski-alpinisme. L'Espagnol Raúl García Castán prend les commandes de la course sur un rythme soutenu, suivi par l'Allemand Helmut Schießl. Kílian Jornet peine à les suivre, victime de problèmes gastriques. Il s'arrête pour vomir, mettant en doute les pronostiqueurs. Il parvient à conserver un rythme soutenu et double le duo de tête pour s'offrir la victoire. Huitième à l'arrivée, l'Espagnol David López Castán est pénalisé d'une heure pour être passé à côté d'un point de contrôle et chute à la 120e place au classement. Le Mexicain Ricardo Mejía est pénalisé de 3 minutes pour ne pas s'être arrêté à un point de contrôle et passe de la cinquième à la septième place. Il est de toute manière hors du classement du championnat d'Europe.
La course féminine est dominée par la Française Corinne Favre qui mène du début à la fin et remporte la victoire avec 12 minutes d'avance sur ses poursuivantes. Deuxième durant la majeure partie du parcours, l'Andorrane Stéphanie Jiménez est doublée en fin de course par l'Italienne Pierangela Baronchelli qui se pare d'argent.
| Rang               | Athlète                   | Temps           |
| ------------------ | ------------------------- | --------------- |
| Médaille d'or      | Kílian Jornet             | 3 h 59 min 33 s |
| Médaille d'argent  | Raúl García Castán        | 3 h 59 min 45 s |
| Médaille de bronze | Helmut Schießl            | 4 h 5 min 38 s  |
| 4                  | Fulvio Dapit              | 4 h 8 min 17 s  |
| 5                  | José Felipe Larrazabal    | 4 h 14 min 33 s |
| 5                  | Javi Olabarria Etxebarria | 4 h 14 min 33 s |
| 7                  | Aritz Kortabarria         | 4 h 20 min 17 s |
| 8                  | Agustí Roc Amador         | 4 h 20 min 20 s |
| 9                  | Paolo Gotti               | 4 h 20 min 22 s |
| 10                 | Juan Martin Tolosa        | 4 h 21 min 28 s |

| Rang               | Athlète                    | Temps           |
| ------------------ | -------------------------- | --------------- |
| Médaille d'or      | Corinne Favre              | 5 h 0 min 46 s  |
| Médaille d'argent  | Pierangela Baronchelli     | 5 h 12 min 4 s  |
| Médaille de bronze | Stéphanie Jiménez          | 5 h 15 min 50 s |
| 4                  | Alizia Olazábal            | 5 h 17 min 38 s |
| 5                  | Oihana Azkorbebeitia       | 5 h 20 min 28 s |
| 6                  | Nuria Domínguez Azpeleta   | 5 h 28 min 7 s  |
| 7                  | Jaione Sasieta Barrenetxea | 5 h 35 min 34 s |
| 8                  | Marta Vidal López          | 5 h 35 min 49 s |
| 9                  | Ana Isabel Estevez Garcia  | 5 h 42 min 58 s |
| 10                 | Miryam Talens Belen        | 5 h 47 min 35 s |